# Gabriele Hirschbichler
Gabriele Hirschbichler (Inzell, 26 december 1983) is een voormalig Duitse langebaanschaatsster.
In 2011 mocht ze voor het eerst aan grote internationale toernooien deelnemen, ze eindigde bij het Wereldkampioenschap sprint, dat jaar, op de 20e plaats in eindrangschikking. Op de Wereldkampioenschappen afstanden in Inzell reed Hirschbichler de 1000 meter, waarop ze als 20e eindigde.
Stopte in 2019, na het wk sprint te Heerenveen, met schaatsen.

## Persoonlijke records
| Afstand    | Tijd    | Datum            | Baan           |
| ---------- | ------- | ---------------- | -------------- |
| 500 meter  | 38,31   | 26 februari 2017 | Calgary        |
| 1000 meter | 1.14,68 | 22 november 2015 | Salt Lake City |
| 1500 meter | 1.54,67 | 9 december 2017  | Salt Lake City |
| 3000 meter | 4.17,47 | 12 oktober 2012  | Inzell         |
| 5000 meter | 7.48,93 | 30 december 2014 | Inzell         |

## Resultaten
| Jaar | EK Sprint               | WK sprint                | WK Allround            | WK afstanden                         | Olympische Spelen                           | Wereldbeker                                 |
| ---- | ----------------------- | ------------------------ | ---------------------- | ------------------------------------ | ------------------------------------------- | ------------------------------------------- |
| 2006 |                         |                          |                        |                                      |                                             | 13e 100m 31e 500m                           |
| 2007 |                         |                          |                        |                                      |                                             | 39e 500m                                    |
| 2008 |                         |                          |                        |                                      | 18e 100m 47e 500m 47e 1000m                 |                                             |
| 2009 |                         |                          |                        |                                      | 19e 100m 45e 500m 31e 1000m                 |                                             |
| 2010 |                         |                          |                        |                                      |                                             | 42e 500m 35e 1000m                          |
| 2011 |                         | 20e (23, 18, 24, 14)     |                        | 20e 1000m                            |                                             | 33e 500m 10e 1000m 26e 1500m                |
| 2012 |                         |                          |                        | 21e 1000m 20e 1500m                  | 25e 1000m 33e 1500m                         |                                             |
| 2013 |                         |                          |                        | 17e 1000m                            | 44e 500m 24e 1000m 47e 1500m 38e massastart |                                             |
| 2014 |                         |                          |                        |                                      | 34e 500m 26e 1000m 30e 1500m                | 0p 500m 18e 1000m 38e 1500m                 |
| 2015 |                         |                          |                        | 17e 1000m 14e 1500m                  |                                             | 34e 500m 17e 1000m 15e 1500m 34e massastart |
| 2016 |                         | 14e (19e, 14e, 18e, 9e)  |                        | 14e 1000m 17e 1500m 4e achtervolging | 39e 500m 16e 1000m 24e 1500m                |                                             |
| 2017 | 9e (6e, 10e, 10e, 10e)  | 14e (18, 13e, 15e, 11e)  |                        | 17e 1000m 21e 1500m 4e achtervolging | 41e 500m 14e 1000m 23e 1500m                |                                             |
| 2018 |                         | 10e (12e, 8e, 13e, 11e)  | NC18 · (, 22e, 18e, -) |                                      | 15e 1000m 12e 1500m 6e achtervolging        | 36e 500m 45e 1000m 21e 1500m 48e 3k/5k      |
| 2019 | 11e (10e, 8e, 13e, 11e) | 20e (22e, 17e, 25e, 18e) |                        | 24e 500m 13e 1000m 23e 1500m         |                                             | 36e 500m 26e 1000m 27e 1500m                |

- = geen deelname
NC# = niet gekwalificeerd voor de laatste afstand, maar wel als # geklasseerd in de eindrangschikking
(#, #, #, #) = afstandspositie op sprinttoernooi (500m, 1000m, 500m, 1000m).